# Midtown Houston
Midtown Houston es un distrito de Houston, entre Downtown Houston y el Distrito de Museos.
A partir de 2012 Midtown tiene 8.600 residentes. Para el año 2012, el desarrollo de Midtown aumentó a medida que la economía de Houston mejoró.

## Educación
El campus principal de Houston Community College, una colegio universitario, es en Midtown.
El Distrito Escolar Independiente de Houston gestiona escuelas públicas que sirven Midtown. Escuelas primarias que sirven Midtown son el programa de escuela primaria del Centro Educativo Gregory Lincoln (en el Fourth Ward) y la Escuela Primaria Macgregor. Escuelas medias que sirven Midtown son el programa de escuela media del Centro Educativo Gregory Lincoln y la Escuela Media Cullen. Escuelas preparatorias (high schools) que sirven Midtown son la Preparatoria Lamar (en Upper Kirby) y la Preparatoria Reagan (en el Houston Heights.
Una escuela magnet, Houston International Studies High School, es localizada en Midtown.
Anteriormente la Escuela Primaria J. Will Jones fue la escuela primaria pública de Midtown.

## Transporte
Midtown tiene tres estaciones de METRORail: Wheeler, Ensemble/HCC, y McGowen.